# عبدالله نفیسی

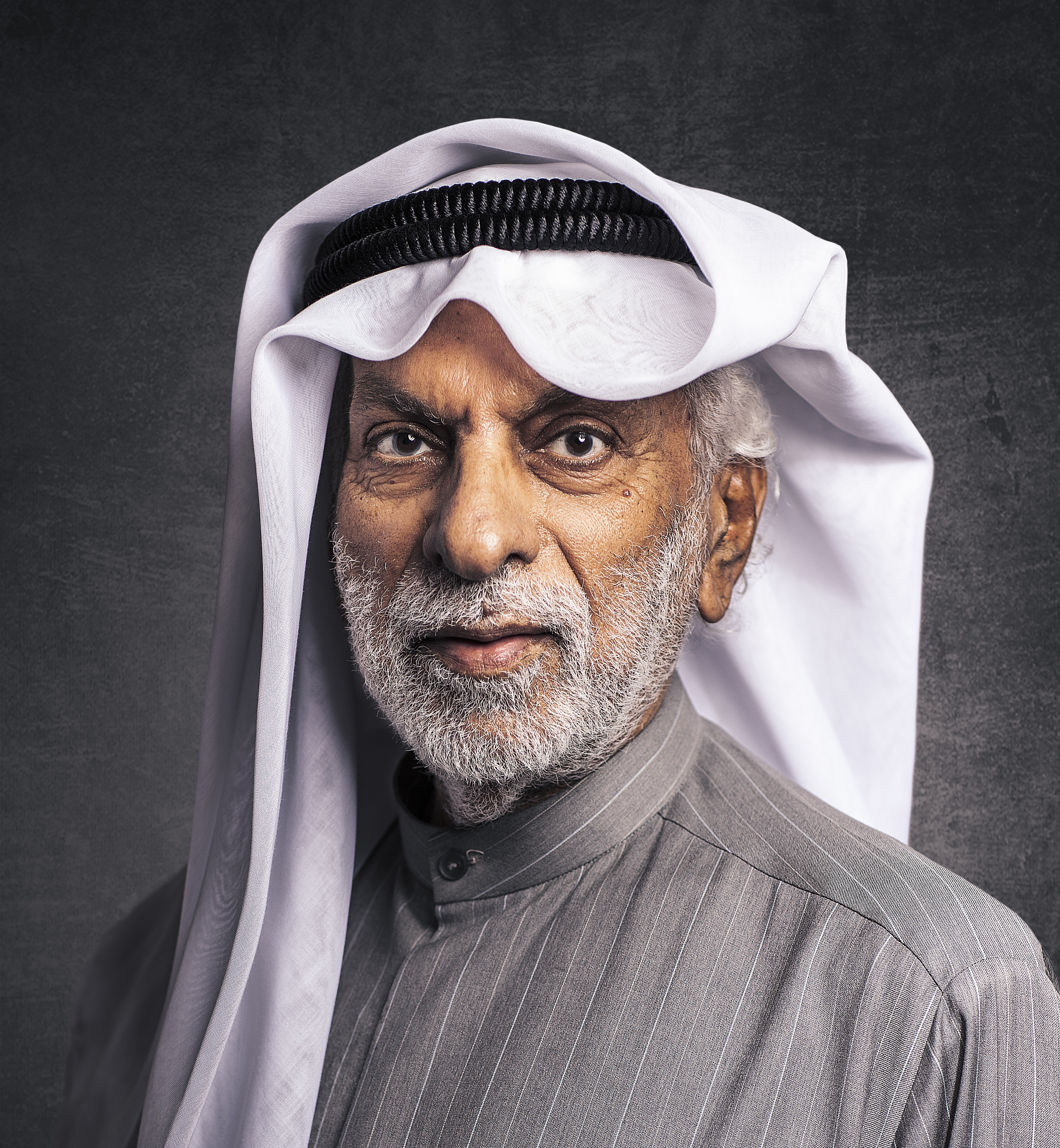
نگاره‌ای از «عبدالله عبدالعزیز النفیسی» - ۲۰۱۹

عبدالله عبدالعزیز النفیسی (۱۹۴۵-); سیاستمدار و استاد علوم سیاسی در دانشگاه کویت و دانشگاه العین امارات است.

## زندگی
او در سال ۱۹۴۵ در شهر کویت به دنیا آمد. تحصیلات ابتدایی، مقدماتی و متوسطه خود را طی سالهای ۱۹۵۱ و ۱۹۶۱ در کالج ویکتوریا در اسکندریه گذراند و در سال ۱۹۶۲ مدرک G.C.E را دریافت کرد. برای تحصیل پزشکی به منچستر انگلستان فرستاده شد. اما پس از یک سال در آنجا ترجیح داد که تحصیل پزشکی را رها کند و به کویت بازگردد تا به تفکر و تعمق بپردازد. در سال ۱۹۶۳ تصمیم گرفت در دانشگاه آمریکایی بیروت (AUB) در رشته علوم سیاسی تحصیل کند و در سال ۱۹۶۷ فارغ‌التحصیل شد.
در سال ۱۹۶۸ به کالج چرچیل در دانشگاه کمبریج در انگلستان رفت و در سال ۱۹۷۲ موفق به اخذ مدرک دکترا شد. او کتاب کویت: نظر دیگر را در لندن منتشر کرد که در آن به انحلال مجلس شورای ملی اعتراض کرد و با فرمان امیری در این زمینه مخالفت کرد و کابینه کویت با صدور حکمی دکتر النفیسی را از کار در دانشگاه عزل کرد ضبط گذرنامه و ممانعت از سفر به خارج از کشور از عواقب آن بودند. در سال ۱۹۸۰ پاسپورت خود را پس گرفت و به عنوان استاد مدعو به دانشگاه اکستر در جنوب غربی به انگلستان سفر کرد. در سال ۱۹۸۱، دانشگاه العین امارات از او خواست تا در بخش سیاست تدریس کند و تا سال ۱۹۸۴ در آنجا کار کرد.
در سال ۱۳۶۴ به مجلس شورای ملی راه یافت. در سال ۱۹۸۶ فرمان امیر مبنی بر انحلال مجلس شورای ملی صادر شد (راه حلی بر خلاف قانون اساسی) و به دنبال آن دوره خلاء قانون اساسی که کویت در آن زندگی می‌کرد، دوره ای پر از نقض حقوق بشر در کویت از جمله دستگیری تعدادی از اعضای سابق مجلس شورای ملی از جمله دکتر نفیسی و نیروهای امنیتی از سخنرانی وی جلوگیری کردند. او هر شش ماه یکبار در برنامه بدون مرز در شبکه الجزیره ایده‌های خود را ارائه می‌کند که در آن نظرات خود را در مورد مسائل عصر، ملت و منطقه در آن دوره بیان می‌کند. او رئیس سابق کنفرانس مردمی برای مقاومت در برابر عادی سازی با اسرائیل در کشورهای خلیج فارس است.

## دیدگاه‌های او
نفیسی در سال ۱۴۳۱ق / ۲۰۱۰م ادعا کرد که بر اساس آنچه که تحلیلگر سیاسی سازمان سیا (آرون کاتز) در سمپوزیومی که در ژانویه تحت نظارت شورای روابط خارجی آمریکا در نیویورک برگزار شد، اظهار کرده که تا سال ۲۰۲۵، تنها سه کشور در خلیج فارس باقی خواهند ماند و آنها عبارتند از (عربستان سعودی، یمن و … سلطان نشین عمان) و جزئیات آنها این است که کشورهای کوچکتر در خلیج فارس که بحرین و قطر هستند به عربستان سعودی و کویت به عراق و امارات به عنوان امتداد ساحل عمان به این کشور ملحق می‌شوند. سلطان نشین عمان پس از ابراز نگرانی از نابودی بیشتر نهادهای سیاسی در منطقه و بقای تنها سه کشور عربستان سعودی، عمان و یمن. این نظرات بحث‌های زیادی را برانگیخت.
دکتر النفیسی به سخت‌گیری در قبال حوادث بحرین شهرت دارد او انقلاب را کاملاً رد کرد و آن را یک «جنبش ایرانی» توصیف کرد که جنجال بزرگی را در بین شیعیان بحرین به راه انداخت. . همچنین به شدت خواستار گنجاندن یمن در شورای همکاری خلیج فارس به دلیل موقعیت جغرافیایی و نزدیکی اجتماعی و انسانی آن، برای تأمین امنیت خلیج فارس و شبه جزیره عربستان به‌طور کلی و خارج کردن یمن از هرج و مرج کامل است.

## آثار
```
نقش شیعیان در توسعه سیاسی مدرن عراق (رساله دکتری - دانشگاه کمبریج ۱۹۷۲ - آن السلاسیل - کویت).
```

```
ارزش گذاری درگیری ظفار (۱۹۷۵ دارالسیاسه - کویت).
```

```
کویت: نظر دیگر (۱۹۷۸، دار طاها، لندن).
```

```
وقتی اسلام حکومت می‌کند (۱۹۸۰ خانه طاها - لندن).
```

```
در سیاست اسلامی (۱۹۸۰، خانه طه - کویت).
```

```
شورای همکاری خلیج فارس: چارچوب استراتژیک (۱۹۸۲، دار طاها، لندن).
```

```
نقش دانشجویان در کار سیاسی (۱۹۸۶ اتحادیه ملی دانشجویان کویت - کویت).
```

```
نهضت اسلامی: حفره‌هایی در راه (۱۹۸۶، بیت الربیعان، کویت).
```

```
بر سوار بر کلمه (۱۹۸۷ دارالربیعان - کویت).
```

```
آثار زنان: واقعیت و آرزو (۱۹۸۷ دارالربیعان - کویت).
```

```
فرود نظامی آمریکا در خلیج فارس
```

```
ایران
 و خلیج: دیالکتیک شمول و عزل (۲۰۰۰ دار قیرطاس - کویت).
```

```
جهان پس از تهاجم منهتن (۲۰۰۱)
```

```
آینده غربی (۲۰۰۳ مؤسسه عربی برای مطالعات و انتشارات - بیروت).
```

```
جنبش اسلامی: چشم‌انداز آینده (۲۰۱۲ کتابخانه آفاق - کویت)
```

```
اندیشه جنبش جریان‌های اسلامی (کتابخانه آفاق ۲۰۱۳ - کویت)
```

```
از روزهای زندگی گذشته (کتابخانه آفاق ۲۰۱۴ - کویت)
```

وی مقالات زیادی در زمینه‌های علمی داوری مانند (سیاست بین‌الملل) مؤسسه الاهرام - قاهره، (مجله علوم اجتماعی) دانشگاه کویت و (مجله مطالعات خلیج و الجزیره) دانشگاه کویت دارد.